# Kees de Wit
Cornelis Teunis de Wit (Brummen, 27 januari 1924 - Wageningen, 8 december 1993) was een Nederlands hoogleraar in de theoretische teeltkunde.
De Wit doorliep de HBS in Zutphen en werkte in de Tweede Wereldoorlog op een boerderij. Vanaf 1945 studeerde De Wit aan de toenmalige landbouwhogeschool, thans de Universiteit Wageningen. Hij promoveerde in 1953 cum laude bij prof. Van Wijk en prof. A.C. Schuffelen op het proefschrift 'A Physical Theory on Placement of Fertilizers'. Daarna was hij van 1954 tot 1956 adviseur bodemonderzoek voor het Nationale Plan van Birma. In 1956 werd hij wetenschappelijk medewerker aan het Instituut voor Biologisch en Scheikundig Onderzoek van landbouwgewassen (IBS) te Wageningen. In 1961 ontving hij de Landbouwhogeschoolprijs voor zijn publicatie 'On competition'. In de periode 1961-1962 was hij als bodemkundige werkzaam bij het Soil and Water Conservation Research Division van het U.S. Soils Laboratory in Beltsville in de Verenigde Staten.  In 1968 werd hij benoemd tot buitengewoon hoogleraar in de Theoretische Teeltkunde aan de Landbouwhogeschool in Wageningen. Samen met de Amerikaan Don Kirkham kreeg hij de Wolfprijs voor Landbouw 1983/84. Deze vooraanstaande Israëlische wetenschaps- en kunstprijs werd toegekend voor hun innovatieve bijdragen aan het kwantitatief begrip van grondwater en andere milieu-interacties die de groei van gewassen en het rendement daarvan beïnvloeden. Van 1966 tot 1974 was hij namens de PvdA lid van Provinciale Staten van Gelderland. De Wit was van 1978 tot 1986 lid van de Wetenschappelijke Raad voor het Regeringsbeleid (WRR) en was in 1985 waarnemend voorzitter. Hij ging in 1989 met emeritaat als hoogleraar.
Tijdens zijn actieve loopbaan als hoogleraar begeleidde hij 30 promovendi naar een succesvolle verdediging van hun proefschrift.
De Wit werd onderscheiden als Ridder in de Orde van de Nederlandse Leeuw en verkozen tot lid van de Amerikaanse National Academy of Sciences. Na zijn overlijden heeft de Universiteit Wageningen een onderzoeksschool naar hem vernoemd.